# Centre pénitentiaire de Château-Thierry
Le centre pénitentiaire de Château-Thierry est un centre pénitentiaire français situé dans la commune de Château-Thierry, dans le département de l'Aisne et dans la région des Hauts-de-France.
L'établissement dépend du ressort de la direction interrégionale des services pénitentiaires de Lille. Au niveau judiciaire, l'établissement relève du tribunal judiciaire de Soissons et de la cour d'appel d'Amiens.

## Histoire

### XIXesiècle
L'établissement est construit entre 1850, et 1853 sous la conception de l'architecte départementale Henri Van Cléemputte et selon une architecture qui s’inspire du principe des panoptiques.
L'établissement est mis en service en 1890 en tant que maison d'arrêt, dite d'arrondissement[réf. nécessaire].

### XXesiècle

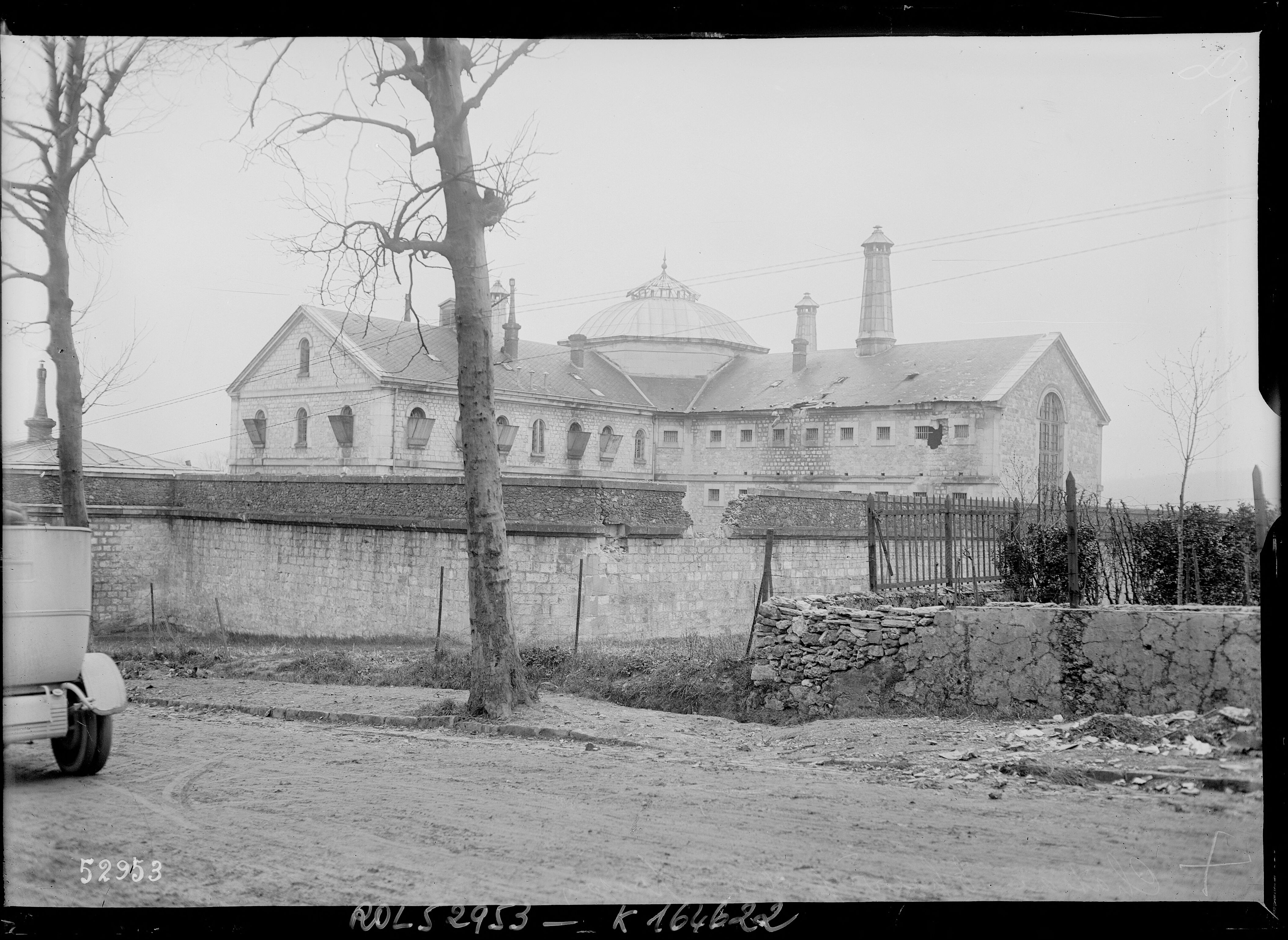
Château-Thierry, la prison (dégâts dus aux bombardements)

En 1950, l'établissement devient un centre d’observation spécialisé dans le traitement des détenus atteints d’affections mentales, structure relais destinée à prendre en charge les détenus les plus difficiles qui ne peuvent pas être pris en charge dans les établissements ordinaires. L'établissement est alors parfois dénommé « la prison pour psychopathes ».
En 1986, l'établissement prend la dénomination de maison centrale sanitaire.
En 1994, l'établissement redevient un centre pénitentiaire à la suite de la réforme des soins en milieu pénitentiaire mise en place la même année, tout en conservant sa spécificité de structure-relais. Il demeure réservé prioritairement aux détenus atteints de folie, auteurs de crimes particulièrement violents.

### XXIesiècle
En 2013, alors que la fermeture de l'établissement avait été envisagée en raison de sa vétusté, le maintien de l'établissement est annoncée par la ministre de la justice Christiane Taubira,. Un plan de rénovation de l’établissement est également annoncé.
En 2017, le rapport de visite du contrôleur général des lieux de privation de liberté (CGLPL) mentionnait une « grande vétusté » des locaux et le recours « fréquent » aux injections forcées, illégal en détention,. Selon le rapport, 80 à 90% des détenus relèveraient de l'hôpital psychiatrique.
En 2018, 19 cas de violences contre les surveillants ont été recensés.
En 2021, un projet de réinsertion, réalisé en partenariat avec le musée du Louvre-Lens et le musée Jean-de-La-Fontaine de Château-Thierry, est lancé afin de faire rentrer l'art dans l'établissement.

## Description

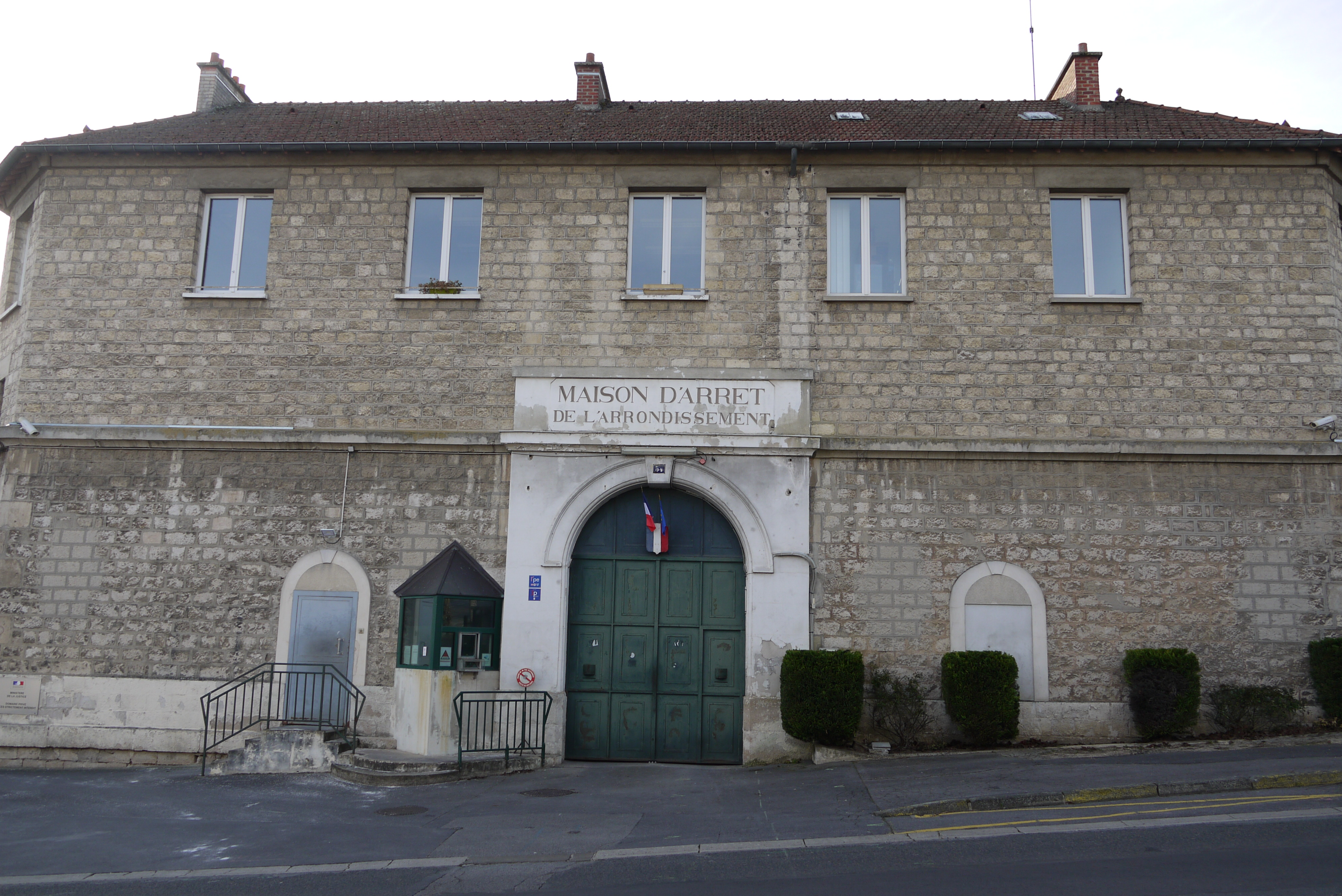
Entrée du centre pénitentiaire de Château-Thierry

Situé au 54 avenue de Soissons à Château-Thierry, le centre pénitentiaire est l'un des deux établissements pénitentiaires du département.
L'établissement a une capacité d'accueil de 113 places. Le bâtiment de détention est d'un quartier « Centre de détention Hommes Majeurs » et d'un quartier « Maison centrale » ayant pour vocation d'accueillir des personnes détenues au comportement inadapté à la détention ordinaire, en raison de troubles psychiatriques sévères. 
Au 1er février 2022, l'établissement accueillait 63 détenus, soit un taux d'occupation de 62.4% (uniquement pour le quartier « centre de détention »).
La mission de l'établissement est notamment de réadapter ces détenus à la vie carcérale. Le personnel est par ailleurs formé pour gérer ces détenus particuliers.
Le bâtiment est inscrit dans l'Inventaire général du patrimoine culturel.

## Détenus notables
En 2014, la prison accueillait Maurice Gateaux, le plus ancien détenu de France.
En 2019, Abdallah Boumezaar, condamné en 2015 à la prison à perpétuité pour le meurtre de deux gendarmes commis en 2012, est incarcéré dans l'établissement et agresse un surveillant avec une lame de rasoir, le blessant sérieusement,,. Il est condamné pour ces faits en juillet de la même année.
D'autres détenus notables ont également été incarcérés dans l'établissement, dont :
- Lucien Léger[21]

## Événements notables
Une partie de la double enceinte a été détruite durant les grandes tempêtes de 1999.
En 2012, un détenu tente de prendre en otage un agent de l'établissement avec une arme blanche artisanale. Le détenu, qui a déjà commis les mêmes faits dans de précédents établissements, est cependant rapidement neutralisé.